# 四總統角 (印第安納州)
四總統角（英語：Four Presidents Corners）是位於美國印地安納州艾倫縣的一個非建制地區。該地的面積和人口皆未知。

## 地理
四總統角的座標為41°00′29″N 84°51′14″W / 41.00806°N 84.85389°W，而該地的平均海拔高度為234米（即768英尺）。